# Vagabond (skomærke)
 For alternative betydninger, se Vagabond (flertydig). (Se også artikler, som begynder med Vagabond)
Vagabond er en svensk virksomhed, der fremstiller sko til både mænd og kvinder. Den blev grundlagt i 1973 og deres omsætning for 2016 var 684 mio. SEK.